# Claire Whitney
Pour les articles homonymes, voir Whitney.
Claire Whitney est une actrice américaine née à New York le 6 mai 1890 et morte à Los Angeles le 27 août 1969.

## Biographie
Elle a joué dans cent onze films entre 1912 à 1949.
Elle a été mariée à John Sunderland, puis à l'acteur Robert Emmett Keane (1883-1981).

## Filmographie
| Année | Titre français         | Titre original                   | Réalisateur       | Rôle                          | Notes        |
| ----- | ---------------------- | -------------------------------- | ----------------- | ----------------------------- | ------------ |
| 1913  |                        | The Star of India                | Herbert Blaché    | la femme du Capitaine Kenneth |              |
| 1914  |                        | Fighting Death                   | Herbert Blaché    | Clara                         |              |
| 1914  |                        | The Million Dollar Robbery       | Herbert Blaché    | Daphne Pell                   |              |
| 1915  |                        | The Galley Slave                 | J. Gordon Edwards | Cecil Blaine                  |              |
| 1916  |                        | East Lynne                       | Bertram Bracken   | Barbara Hare                  |              |
| 1916  |                        | Under Two Flags                  | J. Gordon Edwards | Venitia                       |              |
| 1916  |                        | The Straight Way                 | Will S. Davis     | Nell Madison                  |              |
| 1916  |                        | Jealousy                         | Will S. Davis     |                               |              |
| 1916  |                        | A Wife's Sacrifice               | J. Gordon Edwards | Pauline de Moray              |              |
| 1917  |                        | Heart and Soul                   | J. Gordon Edwards | Bess                          |              |
| 1917  |                        | Camille                          | J. Gordon Edwards | Celeste Duval                 |              |
| 1918  | Suicide moral          | Moral Suicide                    | Ivan Abramson     | Lucy Daniels                  |              |
| 1919  |                        | The Man Who Stayed at Home       | Herbert Blaché    | Molly Preston                 |              |
| 1920  |                        | Why Women Sin                    | Burton L. King    | barone de Ville               |              |
| 1921  |                        | The Passionate Pilgrim           | Robert G. Vignola | Esther                        |              |
| 1926  | Gatsby le Magnifique   | The Great Gatsby                 | Herbert Brenon    | Catherine                     |              |
| 1931  | Âmes libres            | A Free Soul                      | Clarence Brown    | Tante Helen                   | non créditée |
| 1934  |                        | Enlighten Thy Daughter           | John Varley       | Alice Stevens                 |              |
| 1938  |                        | Secrets of a Nurse               | Arthur Lubin      | Nurse                         | non créditée |
| 1939  |                        | Chip of the Flying U             | Ralph Staub       | Miss Robinson                 |              |
| 1940  |                        | The House of Seven Gables        | Joe May           | serveuse                      | non créditée |
| 1941  |                        | Mob Town                         | William Nigh      | Mrs. Simpson                  | non créditée |
| 1942  |                        | La Cicatrice (The Silver Bullet) | Joseph H. Lewis   | Emily Morgan                  |              |
| 1943  |                        | So's Your Uncle                  | Jean Yarbrough    | Marta                         |              |
| 1944  | Le Fantôme de la Momie | The Mummy's Ghost                | Reginald Le Borg  | Mme Ella Norman               |              |
| 1944  | Étrange Mariage        | When Strangers Marry             | William Castle    | l'épouse à bord du train      |              |
| 1945  | Escale à Hollywood     | Anchors Aweigh                   | George Sidney     | Mère U.S.O.                   | non créditée |
| 1946  |                        | The Haunted Mine                 | Derwin Abrahams   | Mme Durant                    |              |
| 1947  | Rendez-vous de Noël    | Christmas Eve                    | Edwin L. Marin    | la femme du Dr Bunyan         |              |
| 1948  |                        | Oklahoma Badlands                | Yakima Canutt     | Agatha Scragg                 |              |
| 1949  |                        | An Old-Fashioned Girl            | Arthur Dreifuss   | Miss Mills                    |              |